# Polyrhachis obtusa
Polyrhachis obtusa är en myrart som beskrevs av Carlo Emery 1897. Polyrhachis obtusa ingår i släktet Polyrhachis och familjen myror. Inga underarter finns listade i Catalogue of Life.